# Huanca Sancos (provincie)
| Huanca Sancos                                            | Huanca Sancos                       |
| -------------------------------------------------------- | ----------------------------------- |
| Harta localizării provinciei în cadrul regiunii Ayacucho |                                     |
| Informații generale                                      |                                     |
| Țară                                                     | Peru                                |
| Regiune                                                  | Ayacucho                            |
| Fondare                                                  | Legea 23928 din 20 septembrie 1984  |
| Primar                                                   | Cirilo Pacheco (2011-2014)          |
| - Capitală                                               | Huanca Sancos                       |
| - Suprafață totală                                       | km2                                 |
| - Districte                                              | 4                                   |
| Populație                                                |                                     |
| An recensământ                                           | 2005                                |
| - Totală                                                 |                                     |
| Fus orar                                                 | UTC-5                               |
| Sit web                                                  | http://www.munihuancasancos.gob.pe/ |
| UBIGEO                                                   | 0503                                |
| Modifică text                                            |                                     |

Huanca Sancos este una dintre cele unsprezece provincii din regiunea Ayacucho din Peru. Capitala este orașul Huanca Sancos. Se învecinează cu provinciile Víctor Fajardo, Lucanas și cu regiunea Huancavelica.

## Diviziune teritorială
Provincia este divizată în cinci districte (spaniolă: distritos, singular: distrito):
- Sancos (Huanca Sancos)
- Carapo (Carapo)
- Sacsamarca (Sacsamarca)
- Santiago de Lucanamarca (Lucanamarca)

## Grupuri etnice
Provincia este locuită de către urmași ai populațiilor quechua. Quechua este limba care a fost învățată de către majoritatea populației (procent de 80,79%) în copilărie, iar 18,72% dintre locuitori au vorbit pentru prima dată spaniolă. (Recensământul peruan din 2007)